# Cima Valdritta
Cima Valdritta es la cima más alta en el macizo del Monte Baldo y así mismo en los Prealpes de Brescia y Garda. Otros picos en la arista son la Punta Telegrafo al norte y la Cima delle Pozzette al sur.
La cima se puede alcanzar en ascensos montañosas desde el sur por la arista en una larga ruta, que empieza a la estación de la funiviare del Monte Baldo, desde el norte pasando la Punta Telegrafo, desde el oeste empezando en la carretera alta del Monte Baldo o desde el lago de Garda por un largo ascenso por el circo de la Cima Valdritta.

## Galería

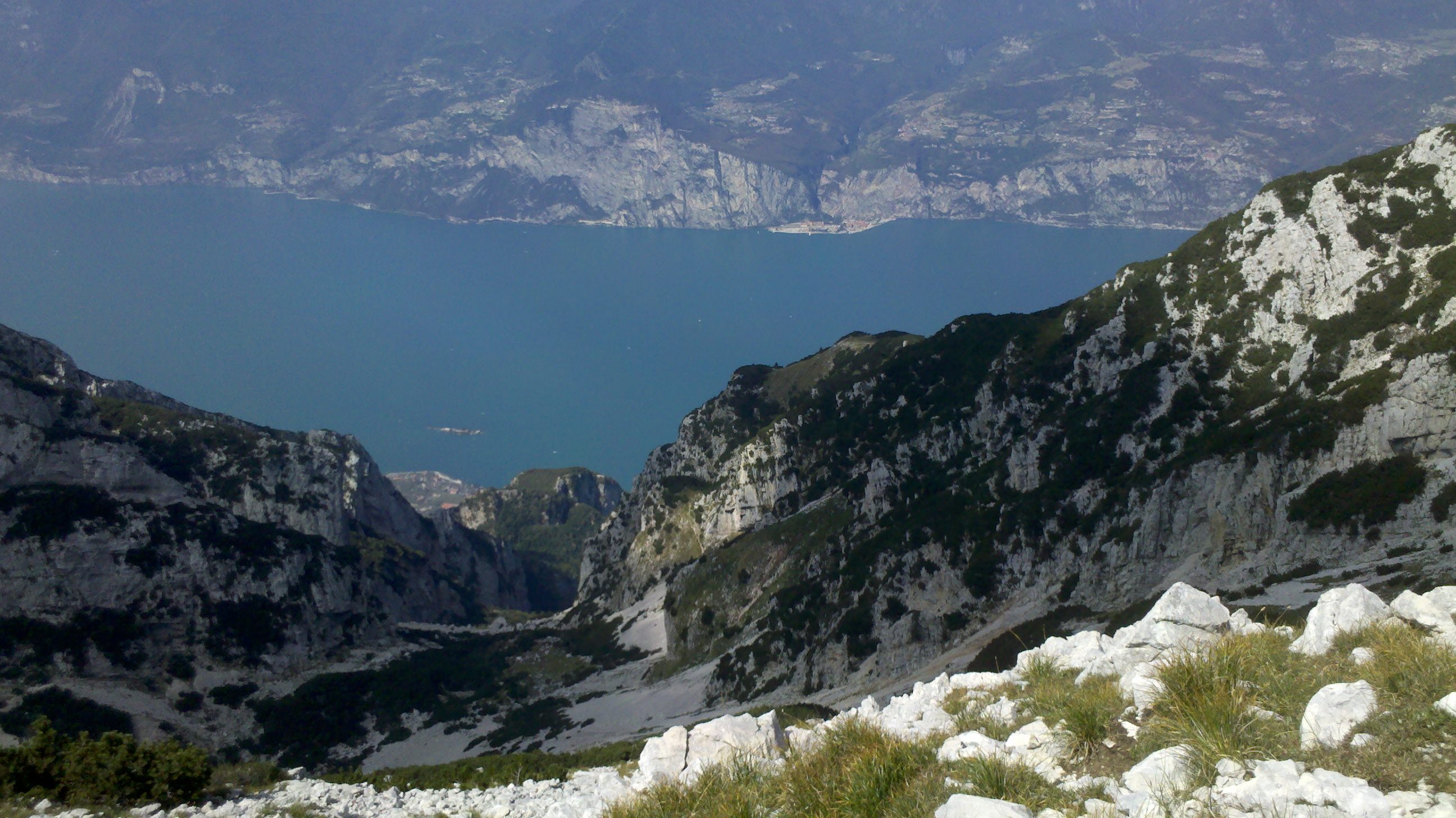
Vista al circo y al lago de Garda

- Datos: Q11690640
- Multimedia: Cima Valdritta / Q11690640